# Reprezentacja Polski w piłce wodnej kobiet
Reprezentacja Polski w piłce wodnej kobiet – zespół, biorący udział w imieniu Polski w meczach i sportowych imprezach międzynarodowych w piłce wodnej, powoływany przez selekcjonera, w którym mogą występować wyłącznie zawodniczki posiadające obywatelstwo polskie. Za jej funkcjonowanie odpowiedzialny jest Komitet Techniczny Piłki Wodnej Polskiego Związku Pływackiego (PZP), który jest członkiem Międzynarodowej Federacji Pływackiej.

## Historia
Data pierwszego oficjalnego meczu reprezentacji Polski jest nieznana.

## Udział w turniejach międzynarodowych
Dotychczas reprezentacji Polski ani razu nie udało się awansować do finałów Igrzysk Olimpijskich, Mistrzostw świata, Pucharu świata i  Mistrzostw Europy.